# Hamza Mendyl
Hamza Mendyl (Casablanca, 1997. október 21. –) marokkói válogatott labdarúgó, a görög Árisz Theszaloníkisz játékosa.

## Pályafutása
2017. február 18-án mutatkozott be az első csapatban az SM Caen elleni bajnoki mérkőzésen. 2018. augusztus 17-én aláírt a német Schalke 04 csapatához.
Édesapja elefántcsontparti származású, míg édesanyja marokkói. Több korosztályos válogatott mérkőzésen is pályára lépett Marokkó színeiben. 2016. április 4-én mutatkozott be a felnőtt válogatottban a São Tomé és Príncipe-i labdarúgó-válogatott elleni 2017-es afrikai nemzetek kupája selejtező mérkőzésen. Rész vett a 2017-es afrikai nemzetek kupáján és a 2018-as labdarúgó-világbajnokságon.

## Statisztika

### Klub
| Klub       | Szezon   | Bajnokság | Bajnokság | Kupa  | Kupa | Európa | Európa | Ligakupa | Ligakupa | Összesen | Összesen |
| Klub       | Szezon   | Meccs     | Gól       | Meccs | Gól  | Meccs  | Gól    | Meccs    | Gól      | Meccs    | Gól      |
| ---------- | -------- | --------- | --------- | ----- | ---- | ------ | ------ | -------- | -------- | -------- | -------- |
| Lille OSC  | 2016–17  | 1         | 0         | 1     | 0    | —      | —      | 0        | 0        | 2        | 0        |
| Lille OSC  | 2017–18  | 12        | 0         | 1     | 0    | —      | —      | 1        | 0        | 14       | 0        |
| Lille OSC  | Összesen | 13        | 0         | 2     | 0    | 0      | 0      | 1        | 0        | 16       | 0        |
| Schalke 04 | 2018–19  | 9         | 0         | 1     | 0    | 6      | 0      | —        | —        | 16       | 0        |
| Schalke 04 | Összesen | 9         | 0         | 1     | 0    | 6      | 0      | 0        | 0        | 16       | 0        |
| Összesen   | Összesen | 22        | 0         | 3     | 0    | 6      | 0      | 1        | 0        | 32       | 0        |

### Válogatott
| Válogatott | Szezon   | Mérkőzés | Gól |
| ---------- | -------- | -------- | --- |
| Marokkó    | 2016     | 4        | 0   |
| Marokkó    | 2017     | 5        | 0   |
| Marokkó    | 2018     | 5        | 0   |
| Összesen   | Összesen | 15       | 0   |